# .mz
.mz е интернет домейн от първо ниво за Мозамбик. Регистрациите са на трето ниво под домейн имена от второ ниво co.mz, org.mz, gov.mz and edu.mz. Администрира се от Universidade Eduardo Mondlane. Представен е през 1992 г.